# Житинцы (Любарский район)
Житинцы (укр. Житинці) — село на Украине, находится в Любарском районе Житомирской области.
Код КОАТУУ — 1823182903. Население по переписи 2001 года составляет 270 человек. Почтовый индекс — 13130. Телефонный код — 4147. Занимает площадь 9,082 км².

## Адрес местного совета
13130, Житомирская область, Любарский р-н, с.Гизовщина, ул.Комсомольская, 1